# Кин, Цецилия Исааковна
Цеци́лия Исаа́ковна Кин (7 мая 1905, Могилев — 17 января 1992, Москва) — российский советский литературный критик, литературовед и публицист. Специалист по итальянской истории и культуре.

## Биография
Дочь Анны Анисимовны Рубинштейн (1881—1970). Жена писателя Виктора Кина (1903—1938).
Работала в газете «Комсомольская правда» (1925—1927), в корпункте ТАСС, референтом отдела печати полпредства СССР во Франции (1933—1936), референтом по Италии и Испании в НКИД СССР (1936—1937). В 1938 вслед за мужем была арестована, провела восемь лет в Акмолинском лагере, затем до 1955 года в ссылке. В 1940 году были арестованы и приговорены к 5 годам лагерей родные брат и сестра: Лев Исаакович Рубинштейн — младший научный сотрудник Академии наук — и Ноэмия Исааковна Рубинштейн — преподаватель московской средней школы.
В 1955 вернулась в Москву. Работала в журналах «Новый мир» и «Иностранная литература». Член Союза писателей СССР (1965). Лауреат премии «Гринцано Кавур» (1991, Италия). Автор мемуаров (1969).
В 1960-е — 1980-е годы вместе с матерью и бывшей домработницей Федорой Максимовной Хлыниной (1899—1985) жила в ЖСК «Советский писатель» (д. № 25 по Красноармейской улице).
Урна с прахом захоронена в колумбарии Ваганьковского кладбища.

## Сочинения

### Критика
- Кин Ц. И. Миф, реальность, литература: Итальянские заметки. — М.: Советский писатель, 1968. — 336 с.
- Кин Ц. И. Итальянские светотени: Заметки о литературе и культуре современной Италии. — М.: Советский писатель, 1975. — 512 с.
- Кин Ц. И. Италия конца XIX века: судьбы людей и теорий. — М.: Наука, 1978. — 200 с.
- Кин Ц. И. Италия на рубеже веков: Из истории общественно-политической мысли. — М.: Наука, 1980. — 200, [8] с. — (Страны и народы). — 50 000 экз.
- Кин Ц. И. Итальянские мозаики: Статьи об итальянской литературе 70-х гг. — М.: Советский писатель, 1980. — 464 с.
- Кин Ц. И. Алхимия и реальность: Борьба идей в современной итальянской культуре. — М.: Советский писатель, 1984. — 400 с.
- Кин Ц. И. Начало итальянского фашизма: Бенито Муссолини, социально-психологический портрет // Вопросы философии. — 1988. — № 11.
- Кин Ц. И. Итальянский ребус: (Политическая карта Италии в 20 в.). — М.: Политиздат, 1991. — 416, [16] с. — ISBN 5-250-00850-X.

## Статьи
- О Викторе Кине. (Читать здесь Архивная копия от 5 марта 2016 на Wayback Machine)